# Tomada da Grande Mesquita
A Tomada da Grande Mesquita ocorreu entre 20 de novembro de 1979 e 4 de dezembro de 1979, quando militantes extremistas invadiram a Masjid al-Haram ou Grande Mesquita de Meca, também chamada de Mesquita Sagrada (em árabe: المسجد الحرام; romaniz.:Al-Masjid al-Ḥarām, AFI: [ʔælˈmæsdʒɪd ælħɑˈrɑːm]) ou Mesquita Alharam, a mesquita considerada como o maior centro de peregrinação do mundo, localizada na cidade de Meca, na Arábia Saudita, e também o lugar mais sagrado para o Islamismo. Com o intuito de tirá-la do controle da família real da Casa de Saud, acusada pelos mesmos de profanação, os insurgentes, liderados pelo pregador wahabi Juhayman al-Otaybi, que afirmavam que a figura islâmica pré-apocalíptica do Mahdi havia chegado na forma de seu cunhado, Mohammed Abdullah al-Qahtani, convocou os muçulmanos a obedecê-lo, sitiaram e tomaram a Grande Mesquita.
O grupo ocupante era uma facção radicalizada de uma organização pietista muito mais ampla criada em Medina em meados da década de 1960 sob o nome de al-Jama'a al-Salafiyya al-Muhrasiba (JSM), isto é, o Grupo Salaf que "recomenda o certo e proíbe o errado". O JSM e a sua ramificação radical, a Ikhwan (Irmandade) de Juhayman, estiveram entre as primeiras manifestações de um tipo particular de islamismo saudita que sobreviveu a Juhayman e desempenhou um papel importante, embora subtil, na formação do panorama político do país até hoje.
Esta milícia declarou que o Mahdi (uma figura messiânica na escatologia islâmica) tinha chegado em forma de um de seus líderes: Muhammad Abdullah al-Qahtani, e que assim, deveria ser obedecido pelos musulmanos. A tomada gerou reféns entre os fiéis e subsequentes mortes de centenas de militantes. Al-Qahtani, o autoproclamado messias, estava entre os 117 militantes que foram mortos pelas tropas sauditas durante a recaptura do local. No entanto, o principal militante Juhayman al-Otaybi e 68 de seus seguidores sobreviveram ao ataque; eles foram feitos prisioneiros e posteriormente executados por decapitação.
No rescaldo da apreensão, o Exército da Arábia Saudita e a Guarda Nacional da Arábia Saudita, com o apoio do Groupe d'Intervention de la Gendarmerie Nationale (GIGN) da França, lutaram contra o Ikhwan durante quase duas semanas, a fim de recuperar Masjid al-Haram. 
Como resposta ao ataque, o rei saudita Khalid bin Abdulaziz Al Saud implementou uma versão mais estrita da Xaria (lei islâmica) e deu aos ulemás e aos líderes religiosos conservadores mais poderes dentro da Arábia Saudita nas próximas décadas. Da mesma forma, a polícia religiosa cresce em proeminência.

## Antecedentes
Houve relativamente poucos casos de oposição violenta ao governo de Al Saud desde a fundação do terceiro estado saudita por Abd al-Aziz b. Sa'ud em 1902. A primeira e mais violenta foi a chamada "revolta Ikhwan" do final da década de 1920. As décadas de 1960 e 1960 testemunharam alguns episódios de agitação esquerdista e comunista no reino, o que reforçou a convicção do regime de que a dependência de forças religiosas era o melhor meio de controle social.
A ascensão ao trono do rei pan-islâmico Faisal em 1964 e a dinâmica da Guerra Fria Árabe aumentaram ainda mais os orçamentos e a influência do sistema religioso e das organizações islâmicas na Arábia Saudita. Isto criou um contexto favorável ao desenvolvimento de marcas locais de islamismo, das quais surgiriam movimentos posteriores de oposição político-religiosa.
O grupo conhecido como al-Jama'a al-Salafiyya al-Muhtasiba (JSM) tomou forma em Medina em meados da década de 1996. Era formado por um pequeno grupo de estudantes religiosos que já fazia algum tempo de proselitismo nos bairros mais pobres da cidade. Tendo sido influenciados por al-Albani, foram movidos por uma convicção geral de que as escolas e tendências dominantes no mundo muçulmano da época, incluindo o wahhabismo oficial do establishment religioso saudita - precisavam ser purificadas de inovações e percepções erróneas. A maior parte dos membros eram de pessoas descriminalizadas e marginalizadas, outros estrangeiros, sendo a maioria do Iémen. 

## Plano de Fundo
Os homens que ocuparam a Grande Mesquita pertenciam ao grupo al Jamaa al Salafiya al Muhtasib (JSM), que condenou o que considerou uma degeneração dos valores sociais e religiosos na Arábia Saudita. Cheio de dinheiro do petróleo, o país estava gradualmente se transformando em uma sociedade de consumo. Carros e produtos elétricos estavam se tornando comuns, o país estava se urbanizando e, em algumas regiões, homens e mulheres começaram a se misturar em público. Contudo, os membros do JSM continuaram uma vida de austeridade, fazendo proselitismo, estudando o Alcorão e o hadith e aderindo aos princípios do Islã definidos pela fundação religiosa saudita. 
Juhayman, um dos fundadores do JSM, de Sajir, um assentamento beduíno no centro do país, confessou aos seus seguidores que o seu passado estava longe de ser perfeito. Durante uma noite ao redor de uma fogueira no deserto, ou reunidos na casa de um de seus seguidores, ele contava sua história pessoal de sua queda e redenção para um público cativado.
Usama al Qusi, um estudante religioso que frequentava as reuniões do grupo, ouviu Juhayman dizer que tinha estado envolvido em comércio ilegal, incluindo contrabando de drogas. Contudo, ele se arrependeu, encontrou consolo na religião e tornou-se um líder entusiasta e devoto. Muitos membros do JSM, especialmente os mais jovens, caíram no seu feitiço. A maioria dos que o conheceram, como o estudante religioso Mutwali Saleh, atestam a sua personalidade forte e a sua devoção: “Ele tinha carisma. Foi fiel à sua missão e entregou toda a sua vida a Alá, dia e noite”. Porém, para um líder religioso ele teve pouco treinamento. Por outro lado, Juhayman serviu como soldado na Guarda Nacional, e seu treinamento militar rudimentar foi importante na organização da tomada da Grande Mesquita.

## Ideologia de Juhayman Ibn Muhammad Ibn Sayf Al-‘utaybi
Juhayman fugiu para o deserto, onde escreveu uma série de panfletos criticando a família real saudita pelo que considerava ser o seu declínio e acusando os clérigos de conspirarem com ela para obter ganhos mundanos. Ele estava convencido de que a Arábia Saudita tinha sido corrompida e que só a intervenção celestial poderia trazer a salvação. Foi nessa altura que ele identificou o Mahdi como Mohammed Bin Abdullah al Qahtani, um jovem pregador de fala mansa, conhecido pelas suas boas maneiras, devoção e poesia.
Os hadiths falam de um Mahdi com nome e sobrenome semelhantes aos do profeta, e traços delineados por uma testa grande e um nariz aquilino pronunciado. Juhayman viu tudo isso em al Qahtani, mas a ideia surpreendeu o suposto salvador. Oprimido, ele se retirou para orar. Finalmente, porém, ele emergiu do seu isolamento convencido de que Juhayman estava certo. Assumiu o papel de Mahdi e a aliança entre eles foi ainda mais selada quando a irmã mais velha de al Qahtani se tornou a segunda esposa de Juhayman.
Convenientemente, alguns meses antes do cerco, espalharam-se rumores estranhos de que centenas de habitantes de Meca e peregrinos tinham visto al Qahtani nos seus sonhos, de pé na Grande Mesquita e segurando a bandeira do Islã. Nas áreas remotas onde buscou refúgio, Juhayman e seus seguidores começaram a se preparar para o conflito violento que estava por vir.

## A Tomada
Nas primeiras horas do dia 20 de Novembro de 1979, cerca de 50.000 fiéis de todo o mundo reuniram-se para rezar ao amanhecer no enorme pátio que rodeia a sagrada Kaaba em Meca, o local mais sagrado do Islã. Entre eles, 200 homens reuniram-se sob a liderança de um pregador de 40 anos chamado Juhayman al-Utaybi. Quando o imã que liderava as orações concluiu, Juhayman e seus seguidores o empurraram e agarraram o microfone.
Caixões fechados foram colocados no centro do pátio, uma tradição de buscar bênçãos para os recém-falecidos. Mas quando os caixões foram abertos, continham pistolas e rifles que os seguidores de Juhayman rapidamente começaram a sacar. Um deles começou a ler um discurso preparado: “Companheiros muçulmanos, anunciamos hoje a chegada do Mahdi... que reinará com justiça e equidade na Terra depois de ela ter sido repleta de injustiça e opressão”. Numa gravação áudio do discurso, Juhayman pode ser ouvido a interromper o orador de vez em quando para ordenar aos seus homens que fechem as portas do santuário e assumam posições de atirador nos altos minaretes, ou minaretes, em redor da Grande Mesquita. "Atenção, irmãos! Ahmad al Lehebi, subam ao telhado. Se virem alguém resistindo nas portas, atire!"
Segundo uma testemunha anônima, Juhayman foi o primeiro a prestar homenagem ao Mahdi e imediatamente outros começaram a seguir seu exemplo em meio a gritos de "Deus é grande!". Mas também houve confusão. Abdel Moneim Sultan, o estudante religioso egípcio que conhecia alguns seguidores de Juhayman, lembra que a Grande Mesquita estava cheia de visitantes estrangeiros que falavam pouco árabe e não sabiam o que estava acontecendo.
A presença de homens armados num espaço onde o Alcorão proíbe estritamente qualquer violência, e o som de alguns tiros, também surpreenderam muitos fiéis que correram para chegar a qualquer saída que ainda estivesse aberta. Mas em apenas uma hora a audaciosa tomada de poder foi concluída: o grupo armado tinha o controle total da Grande Mesquita, num desafio direto à autoridade da família real saudita.

## Contra Reação
A liderança saudita reagiu lentamente à tomada da Grande Mesquita. O então príncipe herdeiro Fahd bin Abdulaziz al Saud estava na Tunísia em uma reunião da Liga Árabe e o príncipe Abdullah, chefe da Guarda Nacional, uma força de segurança de elite encarregada de proteger os líderes reais, estava em Marrocos. A resposta foi deixada ao enfermo rei Khaled e ao ministro da Defesa, príncipe Sultan. A princípio, a polícia saudita não compreendeu a magnitude do problema e enviou algumas patrulhas para investigar, mas quando chegaram à Grande Mesquita foram recebidas com balas.
Assim que a gravidade da situação se tornou evidente, unidades da Guarda Nacional lançaram uma operação apressada para recuperar o controle do lugar sagrado. A Grande Mesquita é um vasto edifício composto principalmente por galerias e corredores com centenas de metros de comprimento que circundam o pátio da Kaaba, e é construído em dois andares. Nos dois dias seguintes, unidades sauditas lançaram ataques frontais num esforço para controlar a entrada, mas os rebeldes repeliram onda após onda de ataques, apesar de estarem em grande desvantagem numérica e desarmada.
Uma ordem emitida pelos principais clérigos do reino, convocados pelo rei Khaled, autorizou os militares sauditas a usarem qualquer grau de força para expulsar os rebeldes. Mísseis guiados anti-tanque e armas pesadas foram usados para desalojar os rebeldes dos minaretes, e veículos blindados foram enviados para arrombar os portões. Mas a opinião de Al Qahtani de que sua própria invulnerabilidade foi infundada e ele foi rapidamente atingido por tiros. Só no sexto dia de combates é que as forças de segurança sauditas assumiram o controle do pátio da mesquita e dos edifícios que o rodeiam. Mas os rebeldes permaneceram, recuaram para um labirinto de centenas de salas e celas subterrâneas, explicados por Juhayman de que o Mahdi ainda estava vivo em algum lugar do edifício. Embora o governo saudita tenha emitido declarações após declarações anunciando a vitória, a ausência de orações transmitidas ao mundo islâmico contou outra história.

## Ajuda Internacional
O governo saudita precisava de ajuda para capturar vivos os líderes rebeldes e pôr fim ao cerco. Dirigiram-se ao presidente francês Valéry Giscard d'Estaing. O presidente francês enviou discretamente três conselheiros da unidade antiterrorista recentemente formada pela GIGN. A operação teve de permanecer secreta para evitar qualquer crítica à intervenção ocidental no berço do Islã. A equipe francesa instalou-se num hotel na cidade vizinha de Taif, de onde elaborou um plano para eliminar os rebeldes: encher as cavernas com gás para tornar o ar irrespirável. O plano teve êxito. 
Juhayman, depois de detido, foi exposto diante das câmeras e, um mês depois, 63 dos rebeldes foram executados publicamente em oito cidades ao redor da Arábia Saudita. Juhayman foi o primeiro. O balanço oficial foi de 153 mortos e 560 feridos.

## Consequências

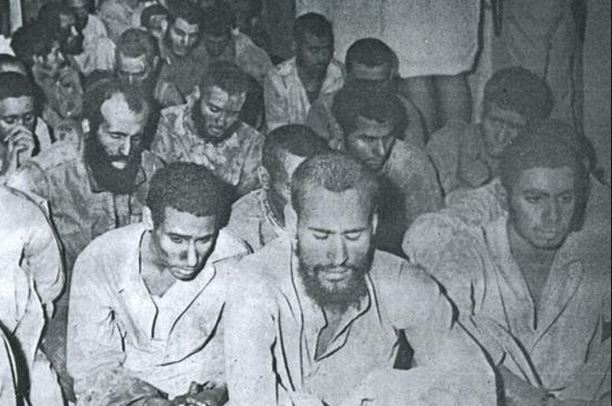
Imagem retratando insurgentes durante a tomada da Grande Mesquita em 1979.

A Arábia Saudita permaneceu no seu caminho ultraconservador durante a maior parte das quatro décadas seguintes. Só recentemente surgiram sinais de degelo. O governo saudita na figura do rei Khalid, no entanto, não reagiu à revolta com repressão ao puritanismo wahabi. O rei enxergou o problema como culpa do próprio regime que havia ofendido a sensibilidade de extremistas, e decidiu ceder a certas agendas dos próprios insurgentes que havia executado. Então, deu mais poder aos clérigos conservadores do reino. Primeiro, fotografias de mulheres em jornais foram proibidas, depois mulheres na televisão. Cinemas e lojas de música foram fechados. O currículo escolar foi modificado para fornecer muito mais horas de estudos religiosos, eliminando aulas sobre assuntos como ”a história não-islâmica”. A segregação de gênero foi estendida “à cafeteria mais humilde”, e a polícia religiosa tornou-se mais assertiva.

A história foi fortemente censurada pelas autoridades sauditas, afinal, além de por em xeque a capacidade do reino de proteger os peregrinos que visitam Meca aos milhares todos os anos, o líder do levante tinha fortes ligações acima de tudo intelectuais com o próprio mufti do país e ”papa” do wahabismo na época, que continua a ser um dos nomes mais influentes no movimento ainda hoje mesmo após sua morte em 1999. No fim das contas, poucos muçulmanos conhecem este episódio, e os que conhecem, receberam uma versão ”estatal” de Juhayman que foi retratado como um simples louco extremista, e alguns chegaram ao extremo de propor que o mesmo tinha “influências xiitas” por toda sua ênfase no “Mahdi” que seria seu cunhado. 